# Polienus nigrosparsa
Polienus nigrosparsa är en fjärilsart som beskrevs av Antonius Johannes Theodorus Janse 1920. Polienus nigrosparsa ingår i släktet Polienus och familjen tandspinnare. Inga underarter finns listade i Catalogue of Life.